# Нещерет Тетяна Іванівна
Тетя́на Іва́нівна Нещере́т (25 червня 1931 Халеп'я Обухівського району — 6 лютого 2007) — українська актриса. Член Національної спілки театральних діячів (з 1958) та Національної Спілки письменників України (з 1994), заслужена артистка України (1994).

## Біографія
Закінчила театрознавчий факультет Київського театрального інституту ім. Карпенка-Карого. 1954 року розпочала творчу діяльність, 1955-го — акторка розмовного жанру Хмельницької обласної філармонії, 1956-го — Артемівського українського музично-драматичного театру. Протягом 1957—1959 років — актриса Ворошиловградського українського музично-драматичного театру ім. О. М. Островського, в 1960-1962-х роках — Полтавського українського музично-драматичного театру ім. М. В. Гоголя, від 1962 по 1965 рік — Дрогобицького українського музично-драматичного театру.
З 1958 року в складі Спілки театральних діячів України. Зіграла понад 150 ролей, класичного й сучасного репертуару.
З 1965 року працювала в Запорізькому обласному українському музично-драматичному театрі. Загалом зіграла понад 150 ролей як сучасного, так і класичного репертуару.

## Публікації
Тетяна Нещерет опублікувала в періодичних виданнях понад 200 нарисів, рецензій та статей з питань театрального мистецтва.
Активну літературну творчість розгорнула в середині 1960-х. 1988 року у видавництві «Промінь» виходить перша її поетична книга «Запізніле освідчення».
Згодом виходять книги «Отчий дім», «Сльози і квіти», «В осені своя краса», «Народний артист України Олександр Король», «Дівич-гора».
На її вірші написано до 30 пісень.

## Нагороди
1994 року їй присвоєно звання заслуженої артистки України та прийнято до Національної Спілки письменників України.
Лауреатка обласної премії ім. І. С. Паторжинського 1996 року.
Нагороджена орденом «Знак Пошани» та Почесною грамотою Міністерства культури СРСР, медалями «За доблесну працю» та «Ветеран праці».